# Regloń płowy
Regloń płowy, regloń (Pidonia lurida) – gatunek chrząszcza z rodziny kózkowatych i podrodziny zmorsznikowych.
Chrząszcz o stosunkowo długim i wąskim ciele długości od 9 do 11 mm. Spód ciała ma brązowy, zaś wierzch rudożółty do brązowawego, przy czym szew i boczne krawędzie pokryw, głowa i przedplecze mogą być całkiem czarne. Czerwonożółte odnóża mają większe lub mniejsze części wierzchołkowe goleni i ud z ubarwieniem ciemnobrązowym do czarnego. Głowa ma silnie rozwinięte skronie, dobrze rozwinięte policzki oraz oczy odsunięte od nasady dużych i długich żuwaczek. Czułki u samca są długością zbliżone do ciała, a u samicy trochę od niego krótsze. Przedplecze ma niskie guzki na bokach, a z przodu i z tyłu jest mocno zwężone.
Larwa rozwija się pod korą cienkich korzeni drzew liściastych i iglastych. Do poznanych roślin żywicielskich należą buki, świerki i jodły. Zimowanie i przepoczwarczenie odbywa się w glebie, a cykl rozwojowy jest prawdopodobnie dwuletni. Owady dorosłe spotyka się na brzegach i przesiekach wilgotnych lasów liściastych i mieszanych, śródleśnych łąkach i nad ciekami. Odwiedzają kwiaty głogów, tawuł, dereni, wiązówki błotnej, bzów i selerowatych.
Owad europejski, wykazany z Austrii, Belgii, Bośni i Hercegowiny, Bułgarii, Chorwacji, Czech, Francji, Grecji, Hiszpanii, byłej Jugosławii, Liechtensteinu, Litwy, Łotwy, Mołdawii, Niemiec, Polski, Rumunii, europejskiej Rosji, Słowacji, Słowenii, Węgier i Włoch. Zamieszkuje pogórza i tereny górzyste, w Alpach sięgając 2200 m n.p.m. W Polsce występuje na południu.